# Karolina Iwaszkiewicz-Gintowt
Karolina Iwaszkiewicz-Gintowt (ur. 17 lutego 1902 w Wilnie, zm. 30 lipca 1999 w Warszawie) – polska inżynierka w zakresie ogrodnictwa, nauczycielka akademicka, matematyczka specjalizująca się w statystyce.

## Życiorys
Była córką elektrotechnika Antoniego i Antoniny z Błaszkiewiczów.
Po skończeniu trzech klas Instytutu Maryjskiego w Wilnie uczyła się w ośmioklasowym Gimnazjum Żeńskim im. Elizy Orzeszkowej. Maturę zdała w 1920. Uzyskała wysokie wyniki z matematyki.
W latach 1919–1921 pracowała jako nauczycielka w szkole rzemieślniczej w Wilnie. Z dniem 1 czerwca 1921 podjęła pracę jako młodsza asystentka w Zakładzie Astronomicznym na Wydziale Matematyczno-Przyrodniczym Uniwersytetu Stefana Batorego w Wilnie. Zakończyła pracę, gdy w 1926 podjęła studia na Wydziale Ogrodniczym Szkoły Głównej Gospodarstwa Wiejskiego w Warszawie. W 1931 otrzymała inżynierski dyplom w zakresie ogrodnictwa (specjalizacja: sadownictwo).
W latach 1929–1938 pracowała w SGGW na różnych stanowiskach (zastępczyni młodszego asystenta Zakładu Meteorologii i Klimatologii Wydziału Rolniczego, zastępczyni młodszego asystenta Zakładu Statystyki Matematycznej Wydziału Ogrodniczego, starsza asystentka w tym zakładzie, w latach 1934–1938 wykładowczyni i prowadząca ćwiczenia z teorii statystyki i matematyki wyższej oraz ćwiczenia z metodyki opracowywania doświadczeń polowych). W roku akademickim 1936/1937 kierowała Zakładem Statystyki Matematycznej. Jednocześnie w latach 1928–1937 pracowała w Zakładzie Biometrycznym Instytutu im. M. Nenckiego. Na podstawie pracy pt. Uogólnienie metody korelacji wielorakiej na przypadek gdy eliminowana zmienna jest niemierzalna uzyskała doktorat z nauk ogrodniczych. Stopień nadano w 1934, a zatwierdzono decyzją Senatu Akademickiego SGGW w 1938.
W latach 1938–1943 pracowała w Centralnym Biurze Statystycznym Zarządu Miejskiego m. Wilna, a w latach 1947–1952 w Przedsiębiorstwie Zieleni m. Wilna jako mistrz sadownik upraw kwiatowych. W latach 1952–1959 wykładała w Katedrze Botaniki Państwowego Instytutu Pedagogicznego w Wilnie. W latach 1953–1957 była kierowniczką Stacji Biologicznej instytutu. W latach 1959–1963 pracowała na stanowisku adiunkta w Pracowni Biometrii Zakładu Metodyki i Organizacji Badań Naukowych Instytutu Uprawy, Nawożenia i Gleboznawstwa w Puławach. Została przeniesiona do Pracowni Ekonomiki Zakładu Warzywnictwa IUNG w Warszawie.
Po przejściu na emeryturę w 1964 nadal pracowała zawodowo. Do 1966 była na etacie adiunkta na 1/4 etatu w Pracowni Biometrii w IUNG w Puławach, następnie do 1967 w podobnym zakresie w Instytucie Warzywnictwa w Skierniewicach.
Z siostrą Marią Ulińską napisała dwie książki: Zasady planowania rolniczego ścisłego doświadczenia polowego (Państwowe Wydawnictwo Rolnicze i Leśne, Warszawa 1960) oraz Wytyczne do wykonywania obserwacji polowych w doświadczeniach ze zbożami (Państwowe Wydawnictwo Rolnicze i Leśne, Warszawa 1965, współautor G. Uliński). Jest autorką lub współautorką 12 prac i 4 książek. Jej teksty są dostępne w Centralnej Bibliotece Statystycznej.
Należała do Polskiego Towarzystwa Statystycznego.
W latach 1940–1958 była żoną weterynarza Juliana Wiłunasa. Małżeństwo zakończyło się rozwodem. W 1963 wyszła za Romualda Gintowta.
Spoczywa na Cmentarzu Północnym w Warszawie (14 aleja, 6 rząd).